# سی‌ورلد سن دیگو

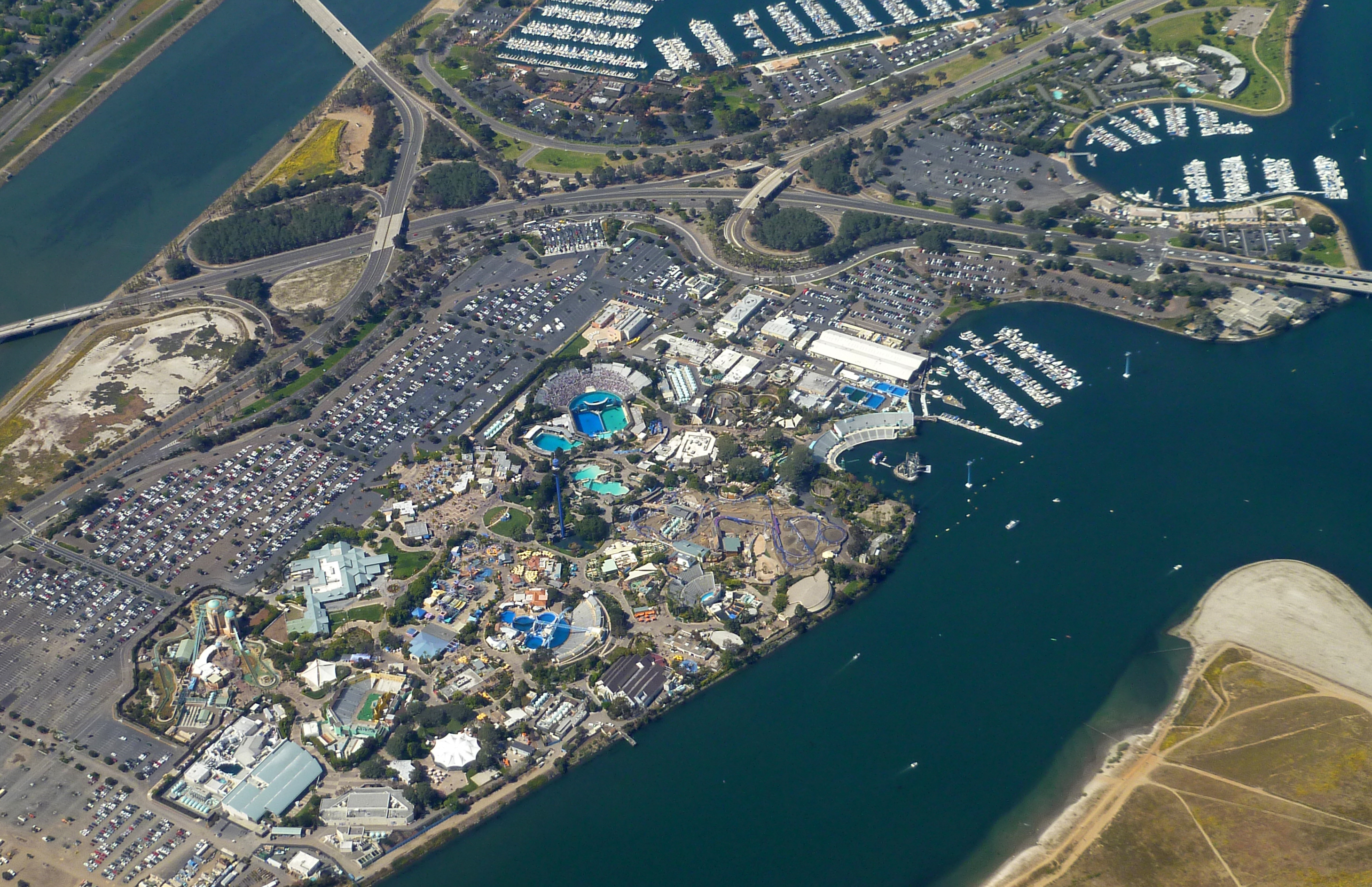
نمای هوایی از مجموعه تفریحی سی‌ورلد سن دیگو

سی‌ورلد سن دیگو (به انگلیسی: SeaWorld San Diego) یک پارک تفریحی-آموزشی و مرکز نگهداری پستانداران دریایی در شهر سن دیگو، کالیفرنیا، ایالات متحده است. این مجموعه که در سال ۱۹۶۴ تأسیس شد، بخشی از شبکهٔ پارک‌های سی‌ورلد پارکس اند انترتینمنت محسوب می‌شود و به عنوان یکی از پیشگامان در زمینهٔ نمایش گونه‌های دریایی و برنامه‌های حفاظتی شناخته می‌شود.

## تاریخچه
سی‌ورلد سن دیگو در ۲۱ مارس ۱۹۶۴ با تمرکز بر نمایش پستانداران دریایی و آموزش زیست‌شناسی دریاها افتتاح شد. نخستین حیوانات این مجموعه شامل دلفین‌های پوزه‌بطری، شیرهای دریایی کالیفرنیایی و دو آکواریوم بزرگ بود. در دهه ۱۹۷۰، این پارک با معرفی نمایش‌های آموزشی با محوریت اورکاها (نهنگ‌های قاتل) به شهرت جهانی دست یافت. تا سال ۲۰۲۳، بیش از ۱۵۰ میلیون بازدیدکننده از این مجموعه بازدید کرده‌اند.

## جاذبه‌ها و امکانات
- نمایش‌های آموزشی:

```
 * 
اورکا: تماس نزدیک
: نمایشی تعاملی با تمرکز بر رفتارشناسی اورکاها و تلاش‌های حفاظتی.  
 * 
شیرهای دریایی زنده
: ترکیبی از کمدی و آموزش دربارهٔ اکوسیستم اقیانوس‌ها.  
```

- **آکواریوم‌ها**:

```
 * 
آکواریوم کوسه‌ها
: میزبانی گونه‌هایی مانند کوسه ببری و کوسه سرچکشی.  
 * 
اکوسیستم قطب جنوب
: شبیه‌سازی زیستگاه پنگوئن‌های جنتو و آدلی.  
```

- راکتورهای آبی:

```
 * 
آبشار آتلانتیس
: شهربازی آبی با مسیرهای پیچ در پیچ و شیب‌های ۲۵ متری.  
```

## برنامه‌های حفاظتی و تحقیقاتی
سی‌ورلد سن دیگو در پروژه‌های بین‌المللی مانند بازپروری فک‌های خزری و تحقیقات دربارهٔ بیماری‌های دلفین‌ها مشارکت دارد. این مرکز تاکنون در نجات بیش از ۱٬۰۰۰ حیوان دریایی آسیب‌دیده (مانند لاک‌پشت‌های پشت‌چرمی و پرندگان دریایی) نقش داشته است.

## انتقادات و چالش‌ها
سی‌ورلد سن دیگو با انتقاداتی دربارهٔ نگهداری اورکاها در اسارت مواجه شده است. گزارش سال ۲۰۱۳ موسسه بلک فیش ادعا کرد که شرایط زندگی اورکاها در اسارت موجب کاهش طول عمر آنها می‌شود. در پاسخ، سی‌ورلد در سال ۲۰۱۶ برنامه پرورش اورکاها را متوقف و تمرکز خود را بر آموزش و حفاظت افزایش داد.

## رویدادهای ویژه
- جنبش اقیانوس (Ocean Fest): جشن سالانه با هدف آگاهی‌رسانی دربارهٔ آلودگی پلاستیکی اقیانوس‌ها.
- شب‌زنده‌داری پنگوئن‌ها (Penguin Nights): بازدید شبانه از زیستگاه پنگوئن‌ها با راهنمایی متخصصان.

## اطلاعات بازدید
- موقعیت: ۵۰۰ سیر ورلد درایو، سن دیگو، کالیفرنیا.
- ساعات کاری: ۱۰ صبح تا ۵ بعدازظهر (تغییرات فصلی دارد).
- بلیط‌ها: قیمت بلیط یکروزه از ۹۹ دلار آغاز می‌شود و شامل دسترسی به تمام نمایش‌ها و آکواریوم‌ها است.